# 野村二郎 (フランス語学者)
野村 二郎（のむら じろう、1928年9月30日 - 2023年11月12日）は、日本のフランス語学者、筑波大学名誉教授。

## 経歴
東京外国語学校フランス語科卒。早稲田大学助教授、東京教育大学助教授、筑波大学教授、名誉教授、図書館情報大学教授。2009年瑞宝中綬章叙勲。長年、アテネ・フランセの講師を勤める。また、日本フランス語教育学会の設立に尽力し、初代幹事長となる。
2023年11月12日、陳旧性心筋梗塞のため東京都の病院で死去。95歳没。

## 著書

### 単著
- 『フランス生活あ・ら・かると』白水社　1958
- 『ぼくらのフランス語』白水社　1961
- 『フランス語練習問題1000題 付文法表』白水社　1966
- 『試験問題1000フランス文法総まとめ』白水社　1968
- 『口語体フランス語』芸林書房　1971
- 『BBCフランス語』朝日出版社　1972
- 『フランス語練習問題3000題』白水社　1972
- 『250語でできるやさしいフランス語』白水社　1975
- 『自習フランス語10課』白水社　1977
- 『アテネ・フランセ10語で学ぶフランス語 フランス語基本単語ノート』松本悦治監修 早美出版社　1982
- 『やさしく学ぶ野村フランス語クラス』白水社　1982
- 『現代フランス語会話入門』芸林書房　1983
- 『フランス文法入門ハンドブック』第三書房　1983
- 『ヴィジュアル・フランス文法』第三書房　1992
- 『確かめながら・グラメール』朝日出版社　1997
- 『イラストフランス旅行生活単語500』朝日出版社　1998
- 『レペテ!』白水社　1998
- 『フランス,言葉と文化の旅』第三書房　2003
- 『オー・フランス！』第三書房　2017

### 共編著
- 『初級新フランス語コース』大友徳明共著　文林書院　1967
- 『フランス語問題200選』編　文林書院　1968
- 『ジェーム・ル・フランセ』ギ・オルタ共著　第三書房　1988
- 『フランス語のヒアリング 聞いて身につく』エリック・ボグナール共著　白水社　1989
- 『フランス語のヒアリング 笑って身につく』ジャン=ガブリエル・サントニ共著　白水社　1993
- 『基本単語を覚えるフランス語クロスワード 1』平井広共著　第三書房　1995
- 『基本単語を覚えるフランス語クロスワード  2』コリーヌ・アマール、平山広一共著　第三書房　1998
- 『シャンソンで覚えるフランス語』1-3　大野修平共編著　第三書房　2003-2005
- 『カイエ・テマティック2 — フランス映画』クリストフ・パジェス、中川洋吉共著　第三書房　2004

### 翻訳
- ジョルジュ・マトレ『フランス基本語辞典』滑川明彦共訳　白水社　1967
- ロジェ・カイヨワ『本能 その社会学的考察』中原好文共訳　思索社　1974
- 『ボーヴォワール』編　早美出版社　1986
- フィリップ・ヴィロン『ヴィヴ・ラ・バゲット バゲットのすべて』野村港二共訳　パンニュース社　2000